# Sorbetto

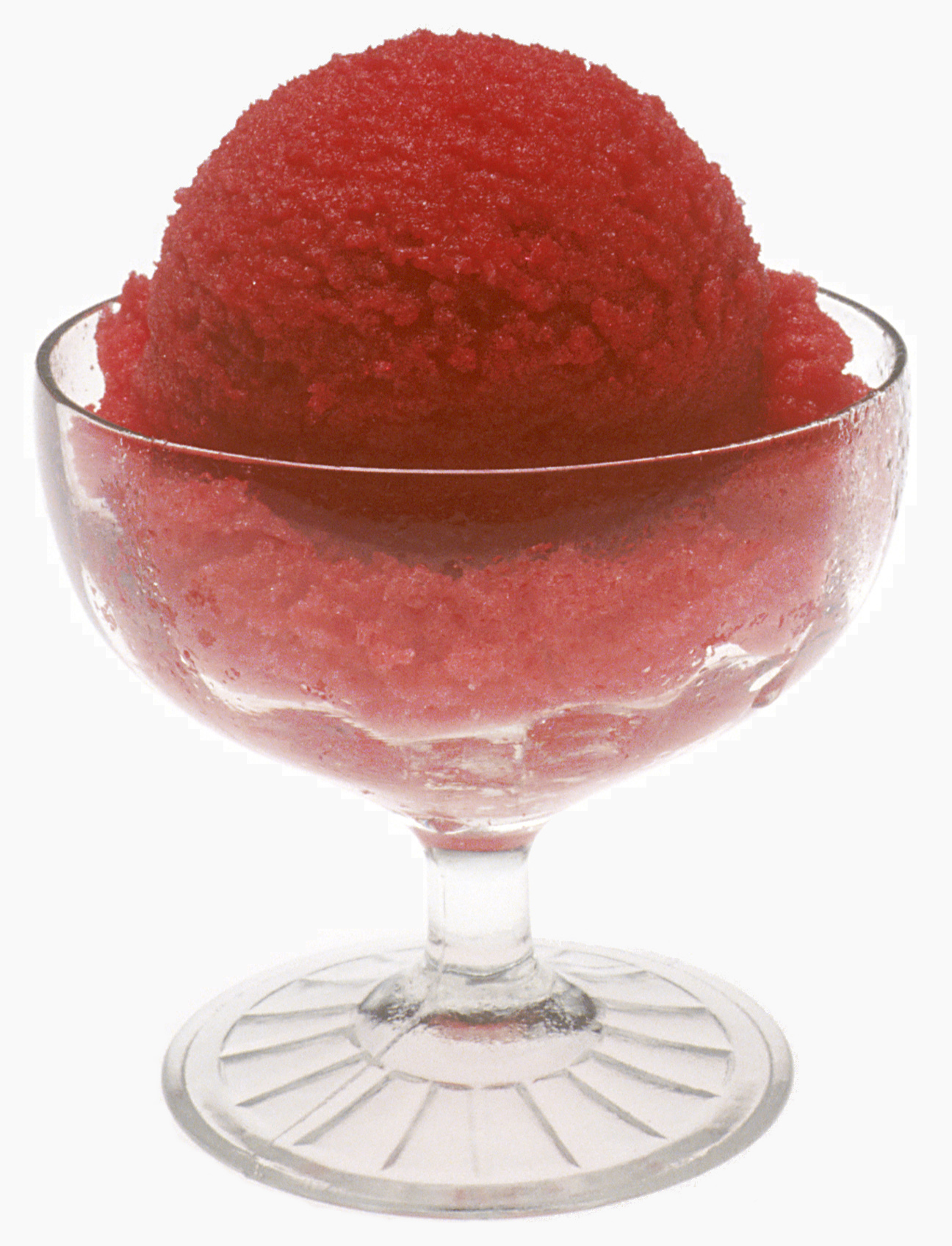
Sorbetto alla fragola

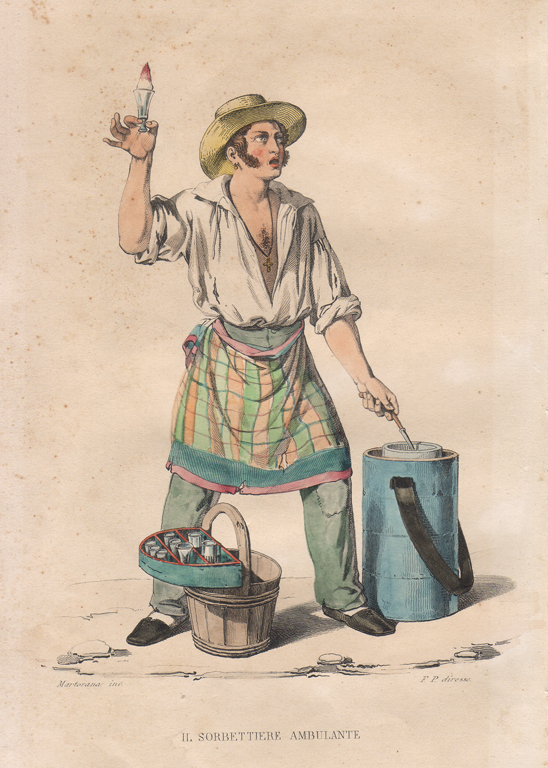
Venditore ambulante di sorbetti (Napoli, 1835)

Il sorbetto è un dolce freddo al cucchiaio considerato il progenitore del gelato alla frutta; si tratta di una preparazione semidensa a base di sciroppo di zucchero, succo o polpa di frutta o anche vini e liquori.
Talvolta viene confuso con la granita e con la gramolata.

## Etimologia
Sorbetto, con possibile accostamento a sorbire, deriva dal turco şerbet, che deriva a sua volta dall'arabo شراب (sharāb - "bibita fresca"). 

## Storia
L'esistenza del sorbetto è documentata nei testi dell'antichità classica. Per la sua preparazione l'imperatore Nerone faceva arrivare il ghiaccio proveniente dall'Appennino. 
Vista l'assenza di sistemi frigoriferi, in Sicilia gli Arabi impararono ad usare la neve dell'Etna mista a sale marino come eutettico per mantenere bassa la temperatura del sorbetto durante la lavorazione. Simili metodi si adottavano nella zona del Cadore, dove il ghiaccio è economico e facilmente reperibile.
In questo contesto è considerata rilevante l'invenzione di un pescatore di Aci Trezza, paesino a nord di Catania. Egli realizzò il primo prototipo di gelatiera, proprio sfruttando le caratteristiche eutettiche della miscela di sale e neve. Divenne poi famoso un suo nipote, Francesco Procopio dei Coltelli, che all'inizio del XVII secolo portò l'invenzione dell'avo a Parigi, dando origine al primo caffè d'Europa (Le Procope) ed all'industria del gelato.
Nel 1843 Nancy Johnson di Filadelphia brevettò in USA la prima sorbettiera a manovella; alcuni anni dopo ne fu brevettata una simile in Germania.